# Лемпа (река)
Ле́мпа (исп. Río Lempa) — река Центральной Америки, протекает по территории Гватемалы, Гондураса и Сальвадора. Длина реки — 422 км, площадь водосборного бассейна — 17900 км². Расход вводы достигает 2219 млн м³ в год.
Река начинается в гватемальском муниципалитете Олопа департамента Чикимула на высоте около 1500 метров над уровнем моря в южной части страны, недалеко от города Олопа. Пересекает департамент Окотепеке (Гондурас), затем течёт по территории Сальвадора и по гондурасско-сальвадорской границе.
Наивысшая точка речного бассейна — 2805 метров над уровнем моря.
Крупные притоки — Рио-Торола и Рио-Сумпуль.
Есть несколько гидроэлектростанций вдоль реки. В Сальвадоре есть плотина Гуаёхо, Серрон-Гранде.